# ジャビット
ジャビット（Giabbit）は、日本プロ野球・読売ジャイアンツ（読売巨人軍）のマスコット。ウサギをモチーフにしている。
本項目ではジャビットのほか、ジャビットファミリーのキャラクターも同様に解説する。

## 概要
1992年に巨人軍の「三代目マスコット」として誕生した。着ぐるみは株式会社シュガーにより製作され、名前は一般公募で決定した「ジャイアンツ」と「ラビット」の語呂合わせである。体毛は巨人軍のチームカラーである橙色。造型は読売ジャイアンツのロゴマーク（いわゆるYGマーク）を基にしており、Yの部分が耳、Gの隙間部分が目となっている。以降、着ぐるみやペットマークで使用される。当初はユニフォームなどを着用せず「裸」の状態だったが、1994年に登場した読売巨人軍の球団創立60周年を記念したペットマークからユニフォームを着用している。この頃からアクロバットを取り入れたパフォーマンスをはじめ、10回以上のバック転の連続を披露したり、ミニトランポリンでひねりの宙返りをして、派手な演技であった。巨人軍のマスコットということもありメディア露出も多いことから、ジャイアンツファンはもとより野球ファン以外にもよく知られている。
デザインはアニメの美術を手がける沢田隆夫で、沢田は後に「ウサギは頭もいいしすばしっこいし、ジャイアンツのキャラクターにぴったりだと思った」という趣旨の発言をしている。
球団によると、ジャビットファミリーは宇宙人でありウサギではないとの事。地球に来て初めて会った人間が当時監督だった長嶋茂雄（現・終身名誉監督）であるという説がある。
宇宙のとある星に住むジャビット一族。ある日、長男のジャビィが宇宙空間を冒険中に東京ドームの屋根に不時着。途方に暮れるジャビイを助けてくれた巨人軍のヒーロー長嶋茂雄さんへの恩返しとしてジャイアンツを応援。いつしかジャイアンツの熱狂的な応援団となり、ジャビィの「ジャイアンツ愛」に感動した長嶋監督から「ミスタージャビット」の愛称と背番号「333」のユニフォームをもらい受ける。
2005年には市販のペット用に橙色のふわふわピローも販売開始され、2007年以降には紫色、桃色、緑色他も追加された。2006年に球団のペットマークを「G-KING」と呼ばれる巨人のイラストに変更されたが、キャラクターは以後もジャビットを使用し球団マスコットを務めている。
2011年に球団の新ペットマークとして従来のジャビットのデザインを大きく変えた「ウイニングジャビット」のイラストに変更された。なお、球団マスコットは従来のデザインのままである。
2017年末、球団の新ペットマークとして、丸に球団旗にも使用されるGマークと「1934」「TOKYO」の文字の組み合わせのデザインを制定。ウイニングジャビットは2017年限りで終了したが、球団マスコットのジャビットは翌年以降も活動している。
2020年放送のテレビアニメ『トミカ絆合体 アースグランナー』第35話にジャバ、ビッキー、ツッピー、チャッピー、おじいちゃんジャビットら他のセ・リーグのマスコットキャラがゲスト出演を果たしている。

## ジャビットファミリー
ジャビットファミリーは2014年現在計8体が存在し、以下の5種に分類される。2007年からミスターとシスターとキッズに個別名称がつけられたが、現在でも分類名で呼ばれる場合もある。ごく初期の段階では性別はないという設定もあった。

### ミスタージャビット
ジャビィ（長兄：背番号333）とジャバ（次男：背番号555）の2体がおり、単に「ジャビット」と言った場合は彼らのことを指す。背番号以外での判別は困難であり、帽子もその時々でかぶったりかぶらなかったりと不定。なお初期の着ぐるみは靴を履いておらず、手の指は親指以外が一つにまとまったミトン状になっており、また背番号555のものが2体登場していた。
「巨人軍は常に紳士たれ」の遺訓を守り、2体とも礼節をわきまえ、つば九郎やドアラ、トラッキーのように暴走することは少ない。他のマスコットをたしなめる場面も度々みられる。2体とも非常に身が軽く、連続バック転や逆立ちはお手のもので、逆立ち歩行もできる。
ジャビィはしっかり者で、弟や妹たちを引っ張っていく頼れるお兄ちゃん。ジャバはいけいけタイプでいたずら好きなトラブルメーカーとなっている。

### シスタージャビット
ミスタージャビットの妹であり、キッズジャビットの姉。名前はビッキー。一部のファンからは「ジャビ子」と呼ばれることもある。弟や妹の面倒見もよく見る優しいお姉さんだが、おせっかいなところも。背番号は777。
ミスターやキッズと異なり、シスターに分類されているのはビッキー1人のみである。そのため、「シスタージャビット」は事実上ビッキー個人の別名扱いになっている。

### キッズジャビット
ジャビットの幼児バージョン。ミスターらと違い、目はきれいな丸型で左右対称、額の菱形はなく、代わりに前髪がかかっている。
ツッピー（三男）は男の子らしく黒い半ズボンを穿いている。チャピー（次女）はツッピーの双子の妹で、耳にリボンをつけており、黒のスカートを穿いている。ツッピーはやんちゃなきかん坊で、寂しがり屋ですぐにベソをかくところも。チャピーは姉のビッキーのことが大好きで、明るく優しい無邪気な女の子。たまに2人とも次兄であるジャバのいたずらの犠牲となる事もある。2人とも背番号はなし。

### おじいちゃんジャビット
2014年より球団創立80周年を記念して新たに加わった老人姿のジャビット。眼鏡をかけて白い口髭を生やし、ユニフォームはV9時代のクリーム色の物を着用している。背番号は球団創立年に因んだ1934。またスパイクはイラストでは黒一色だが、ぬいぐるみは他ファミリーと同じライン入りのものを履いている。モデルはV9時代の巨人監督である川上哲治。

### 「いとこ」と「はとこ」
それぞれミスターのいとことはとこに該当する、ミスターと同じ容姿の2体。共に名前は不明。こちらも背番号以外での判別は困難。主に二軍主催試合を中心に出没するため、ミスターらと出会う機会はほとんどない。背番号は「いとこ」が1105、「はとこ」が8105。